# Tour de télévision de Çamlıca
La Tour de télévision de Çamlıca (en turc : Çamlıca TV-Radyo Kulesi) est une tour de transmission avec ponts d'observation et restaurants située sur la colline de Çamlıca, dans le district d'Üsküdar, à Istanbul, en Turquie.
La hauteur totale de la tour est de 369 mètres, dont 221 mètres pour la structure en elle-même, qui est en béton armé et compte 49 étages, et 168 mètres pour l'antenne en acier de la tour. Culminant à une hauteur totale de 587 mètres au-dessus du niveau de la mer, il s'agit de la structure la plus haute d'Istanbul.
La structure en a été choisie par le premier ministre de l'époque, Recep Tayyip Erdoğan. La construction de la Tour de Çamlıca a commencé fin 2016 et s'est achevée quatre ans plus tard, en septembre 2020. 
Après la mise en service de la tour de Çamlıca, d'autres tours de transmission plus anciennes, telle que la tour de télévision de Çamlıca TRT (en), ont été démolies.

## Architecture et construction
La tour de Çamlıca a éré conçue par le cabinet Melike Altınışık Architects (MAA), fondé par Melike Altınışık après son départ du cabinet de Zaha Hadid. Le bâtiment lui-même est une structure d'un seul tenant, inspirée par la forme d'une tulipe, symbole des Turcs durant la période ottomane. L'axe principal de la tour comprend les racines et la tige nourricière de la tulipe. La terrasse d'observation et les étages du restaurant ressemblent à un bourgeon de tulipe qui n'a pas encore fleuri.
Des ascenseurs panoramiques s'élevant du rez-de-chaussée au dernier étage sont situés de part et d'autre du bâtiment principal. Ces ascenseurs symbolisent le Bosphore, qui sépare et intègre à la fois les continents asiatique et européen.
Le projet de construction a été attribué à Saridaglar Construction à la suite d'une procédure d'appel d'offres public lancée par le ministère turc des transports et de l'infrastructure. Il s'agit de l'un des rares projets architecturaux réalisés aussi rapidement en Turquie. En raison de la nature accélérée du contrat et de la complexité des méthodologies de construction, le projet a fait l'objet de modifications de budget et de calendrier.
Lors du premier appel d'offres organisé le 31 décembre 2014, le coût du projet a été annoncé à 73,1 millions de dollars américains. Cependant, en raison de l'évolution des exigences du bâtiment, 3 nouvelles offres ont été faites ; et le coût du projet a été finalisé à 121,7 millions de dollars américains (3,818 milliards de livres turques) .

## Divers
La tour de Çamlıca est capable d'accueillir 100 émetteurs de radiodiffusion de haute qualité, sans interférer les uns avec les autres. C'est la toute première tour de télévision et de radio au monde à pouvoir diffuser 100 chaînes en même temps